# Віліам Фішер
Віліам Фішер (словац. Viliam Fischer, 18 вересня 1938, Братислава) — словацький кардіохірург, викладач університету, політик (включаючи кандидата в президенти), колишній футболіст та функціонер.
З 1980 року провів понад 5000 операцій на серці. У 1998 році він брав участь у першій успішній пересадці серця в Словаччині. Він брав участь у президентських виборах 2014 року як незалежний громадянський кандидат..
Одружений, має двох дочок.

## Професійна кар'єра
У 1998 році він був частиною команди, яка здійснила першу успішну трансплантацію серця в Словаччині Він співпрацював з Юраєм Фабіаном, який організував процедуру з точки зору кардіології та кардіохірургії. У січні 1994 року Фабіан заснував команду під назвою Transplantácia srdca. Очолив хірургічну бригаду завідувач клініки кардіохірургії Міхал Гульман. Віліам Фішер виконав 45 з перших ста пересадок.
Працював також у Міністерстві охорони здоров'я Словацької Республіки. З 1997 по 2007 рік — головний спеціаліст із серцево-судинної хірургії, кардіохірургії та трансплантації серця. У 1995–1998 роках він також був головою Ради експертів Міністерства охорони здоров'я Словацької Республіки. Працював експертом-консультантом в Інституті політики охорони здоров'я.
Під час президентської кампанії був завідувачем кафедри кардіохірургії медичного факультету Словацького медичного університету в Братиславі та Національного інституту серцево-судинних захворювань (NÚSCH), був почесним членом наукової ради інституту. З 1991 року — завідувач відділенням кардіохірургії NÚSCH. У 2002—2008 роках був проректором новоствореного Словацького медичного університету. Тоді Віліам Фішер працював неповний робочий день в NÚSCH. Після того, як розпочалася справа про хабарництво, він пішов у відпустку та з 25 лютого 2015 року взяв відпустку без збереження заробітної плати за погодженням із роботодавцем. У квітні 2015 року він отримав два роки умовно з іспитовим терміном на чотири роки, а також штраф у розмірі 15 000 євро та заборону займатися медичною діяльністю на три роки.
У січні 2017 року Віліам Фішер попросив Спеціалізований кримінальний суд звільнити його від решти трирічної заборони. Незважаючи на те, що в суді він отримав дозвіл, він не міг повернутися до професії, оскільки Словацька медична палата відкликала його ліцензію.

## Політична кар'єра
До 1990 року був членом Комуністичної партії Чехословаччини. У 1990-х роках підтримував ХЗДС, брав участь у зборах на стадіоні Пасьєнки. Балотувався від ХЗДС на парламентських виборах (1998), де посів 135 місце у списку кандидатів. Партія розглядала його як кандидата в президенти на президентських виборах 2009 року, але врешті висунула Мілана Мельника. Перед парламентськими виборами 2012 року Віліам Фішер став частиною провідного тріо партії Яна Будая під назвою « Зміни знизу, Демократичний союз Словаччини». Партія набрала 1,29 % дійсних голосів і не потрапила до парламенту.

### Кандидатура Президента
17 грудня 2013 року він оголосив про свою кандидатуру на президентських виборах 2014 року. Офіційним кандидатом він став 9 січня 2014 року, коли здав 17 662 підписи громадян до кабінету голови Національної ради Словацької Республіки. Він визначив словацьку охорону здоров'я своїм пріоритетом. Він також заявив, що його кампанія буде найдешевшою серед кандидатів. У першому турі виборів він набрав 9514 голосів (0,50 % поданих голосів) і посів 10 місце з 14 кандидатів.

## Футбольна кар'єра

### Гравець
У чемпіонаті Чехословаччини грав за «Слован» (Братислава), втім здебільшого виступав за резервну команду, провівши за основну команду лише одну гру у вищому дивізіоні в сезоні 1957/58. Під час військової служби грав у Моравії за «Дуклу» (Бзенець). Пізніше також грав за «Дунайську Стреду» і «Слован» (Відень).

### Функціонер
З 1992 по 2004 рік був членом виконавчого комітету футбольної команди «Слован» (Братислава). З серпня 2002 року перебував у раді директорів.. До 15 серпня 2003 року він був головою та членом ради директорів футбольного клубу.
Він також працював радником у збірній Словаччини з футболу.

## Інші місця роботи
- У 1970 -х роках працював у волейбольній команді «Славії» (Братислава) як лікар[12].
- З 1976 року як клубний лікар працював з хокейною командою братиславського «Слована»[12].
- У 1982–1990 роках був членом комітету фізкультурного відділення «Слована» та головою оздоровчої комісії[12].

## Відзнаки
- Орден Людовіта Штура I ступеня (28 жовтня 1998[5])
- Медаль академіка Л. Дерера, нагороджена МОЗ 19 жовтня 2000 року[5]